# Parque nacional Río Endeavour
El parque nacional Río Endeavour es un parque nacional en Queensland (Australia), ubicado a 1561 km al noroeste de Brisbane. Forma parte de los Trópicos húmedos de Queensland, dentro del Patrimonio de la Humanidad en Australia según la Organización de las Naciones Unidas para la Educación, la Ciencia y la Cultura (UNESCO).